# Nikołaj Gołuszko
Nikołaj Michajłowicz Gołuszko (ros. Никола́й Миха́йлович Голу́шко, ur. 21 czerwca 1937 w Andriejewce, zm. 10 sierpnia 2025 w Moskwie) – funkcjonariusz organów bezpieczeństwa Związku Radzieckiego, Ukrainy i Federacji Rosyjskiej w stopniu generała pułkownika. W latach 1987–1991 przewodniczący KGB Ukraińskiej SRR oraz Służby Bezpieczeństwa Ukrainy. W latach 1992–1993 wiceminister bezpieczeństwa Federacji Rosyjskiej. W 1993 p.o. ministra bezpieczeństwa Federacji Rosyjskiej. W latach 1993–1994 dyrektor Federalnej Służby Kontrwywiadu Federacji Rosyjskiej.

## Życiorys

### Kariera zawodowa
Urodził się w Kazachskiej SRR. W 1959 został absolwentem Wydziału Prawa Tomskiego Uniwersytetu Państwowego. Następnie pracował jako śledczy w prokuraturze w Kemerowie.
Od 1963 był funkcjonariuszem radzieckich służb specjalnych. W 1989 awansowany do stopnia generała porucznika. W latach 1987–1991 był przewodniczącym Komitetu Bezpieczeństwa Państwowego Ukraińskiej Socjalistycznej Republiki Radzieckiej. Potem przez krótki okres kierował Służbą Bezpieczeństwa Ukrainy. W 1992 mianowany generałem pułkownikiem.
Od 1992 pracował w Ministerstwie Bezpieczeństwa Federacji Rosyjskiej, gdzie początkowo sprawował funkcję wiceministra, później objął tekę ministerialną, która sprawował do grudnia 1993. Od grudnia 1993 do lutego 1994 sprawował funkcję dyrektora Federalnej Służby Kontrwywiadu Federacji Rosyjskiej. Następnie przeszedł na emeryturę. Od 1996 do 1998 był doradcą dyrektora FSB.

### Działalność polityczna
W latach 1963–1991 należał do Komunistycznej Partii Związku Radzieckiego.
W latach 1990–1991 był członkiem KC KPU. Od 1987 do 1990 był deputowanym do Rady Najwyższej Ukraińskiej SRR. W latach 1988–1989 był jednocześnie deputowanym do Rady Najwyższej ZSRR.

## Ordery i odznaczenia
- Order Czerwonego Sztandaru Pracy (1987)[3]
- Order Czerwonej Gwiazdy (1982)[3]
- Order „Znak Honoru” (1977)[3]
- Order „Za osobiste męstwo” (1993)[7]
- Medal jubileuszowy „W upamiętnieniu 100-lecia urodzin Władimira Iljicza Lenina”
- Medal „Za wybitną służbę w ochronie porządku publicznego”
- Medal jubileuszowy „Dwudziestolecia zwycięstwa w Wielkiej Wojnie Ojczyźnianej 1941–1945”
- Medal jubileuszowy „50 lat Sił Zbrojnych ZSRR”
- Medal jubileuszowy „60 lat Sił Zbrojnych ZSRR”
- Medal „Za nienaganną służbę” I klasy
- Medal „Za nienaganną służbę” II klasy
- Medal „Za nienaganną służbę” III klasy
- Honorowy Urzędnik Bezpieczeństwa Państwowego